# Emerging Church
Emerging Church eller Emergent Church (emergerende kirke, spirende kirke, kirke på vej) er en betegnelse, der refererer til et miljø eller netværk af kristne, som er optaget af at nytænke kristendommen i lyset af postmodernisme. Bevægelsen er et kirkeligt og teologisk engagement i hvad der opfattes som vestens epistemologiske paradigmeskift; fra moderne til postmoderne samfund.
Emerging church er opstået i USA og Storbritannien i slutningen af det 20. århundrede og har siden bredt sig til en række forskellige kirkemiljøer i Europa, Nordamerika og Australien. Bevægelsen er præget af en decentral struktur uden fast organisation og bliver ofte refereret til som en "samtale" frem for et egentligt nyetableret kirkesamfund.

## En mulig definition
En definition på emerging church kunne være: betegnelsen for de individer som er på vej igennem en dekonstruktionsproces og en efterfølgende rekonstruktion af kristendommen, eller de som har tilsluttet sig et fællesskab, som ledes af sådanne individer.

## Kendetegn
Emerging church bevægelsen er typisk kendetegnet af følgende elementer:
- Kreative og innovative tilgange til tilbedelse og spirituel refleksion. Dette kan involvere alt fra nutidig musik og film til højkirkelige liturgiske elementer og andre klassiske traditioner.
- En minimalistisk og decentral organisationsstruktur.
- En fleksibel tilgang til dogmatiske og teologiske spørgsmål hvor individuelle forskelle i tro og moral accepteres i et større omfang.
- En holistisk opfattelse af kirkens rolle i samfundet. Det kan være alt fra en større vægtlægning af det sociale fællesskab i gruppens struktur, engageret diakonalt og socialt arbejde, udviklingen af lokalmiljøet og kristen mission.
- Et ønske om at genlæse Bibelen i forhold til dens historiske og kulturelle samtid, for at finde frem til en rekonstrueret teologi, der er fri for modernistiske fortolkninger.

Bevægelsen er beslægtet med husmenigheds-bevægelsen, for så vidt angår behovet for at udfordre den traditionelle opfattelse af hvordan kirken bør organiseres. Det er dog langt fra alle husmenigheder der er influeret af postmoderne filosofi.